# Caverna de Pech Merle

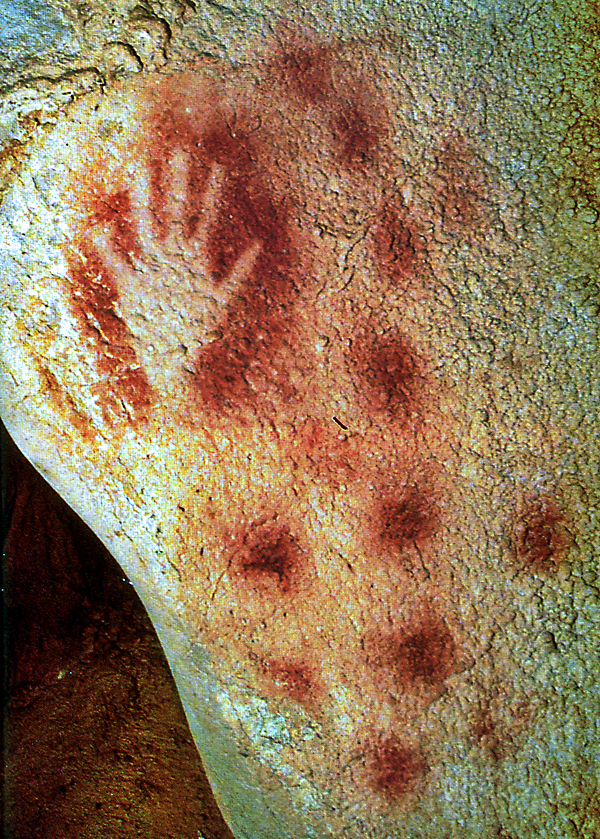
Mão e pontos associados na caverna de Pech Merle

A caverna de Pech Merle é uma caverna decorada pré-histórica situada na França.

## Situação e história
A caverna de Pech Merle fica no departamento de Lot, na região de Midi-Pyrénées, no município de Cabrerets. Abre-se numa colina (pech em occitano) que domina o vale do rio Célé, no Quercy.
O abade Henri Breuil disse desta caverna:  "A sala pintada da caverna de Pech Merle é como a 'Capela Sixtina' dos planaltos calcáreos do Lot".
A caverna decorada foi descoberta a 4 de Setembro de 1922 por André David e Henri Dutertre. Foi estudada por Amédée Lemozi, que publicou "La grotte temple du Pech Merle" em 1929, assim como por André Leroi-Gourhan e  Michel Lorblanchet.
Em 1949, o mesmo André David descobriu o divertículo do Combel, um ramal na mesma caverna, e Amédée Lemozi estudou as pinturas descobertas nele.
Pech Merle foi declarado Monumento histórico, sendo um sítio relevante da arte paleolítica europeia.

## A arte de Pech Merle
A caverna, de grande extensão, compreende dois subconjuntos situados a ambos os lados da entrada pré-histórica:
- No lado leste são visíveis pontos vermelhos, figuras de cavalos, um felino e, num divertículo denominado Le Combel, com três figuras que lembram cervos Megaloceros ;
- O lado oeste estende-se por uma área maior e rica. Compreende nomeadamente uma composição dita o friso preto, no qual estão agrupados um cavalo, vários bisões e mamutes, com numerosos traços digitais no teto, e mãos negativas associadas a pontos; está localizada aqui também a cena dita «dos cavalos com pontos». Esta última composição, tão complexa, foi, sem dúvida, realizada em várias etapas. Compreende dois cavalos, um orientado para a esquerda, e o outro para a direita, acompanhados por seis mãos em negativos pretos, signos e pontos. Um grande peixe de finos traços vermelhos está superposto sobre o cavalo da direita.

Este último foi objeto de uma datação direta por carbono-14, cujo resultado indicou em torno de 25 000 anos AP. Tal data corresponda ao período Gravettense, o qual seria coerente com outros elementos como são as mãos negativas. Contudo, é possível que parte das pinturas e das gravuras de Pech Merle datem de uma fase mais recente, talvez do Magdaleniano.

## Visita
Embora o número de visitantes diários esteja limitado, Pech Merle faz parte das cavernas ornamentadas paleolíticas principais que estão ainda abertas ao público. No lugar, o Museu de Pré-história Amédée Lemozi serve para completar a visita da caverna.
Em 2006, 72 000 pessoas visitaram a caverna.